# Thamnacarus elongatus
Thamnacarus elongatus är en kvalsterart som först beskrevs av Krivolutsky 1971.  Thamnacarus elongatus ingår i släktet Thamnacarus och familjen Lohmanniidae. Inga underarter finns listade i Catalogue of Life.